# Jacob Ellehammer
Jacob Christian Hansen Ellehammer (14 de Junho de 1871 - 20 de Maio de 1946) foi um relojoeiro e inventor dinamarquês, nascido em Vordingborg, na Dinamarca. Ele contribuiu nas questões da engenharia aeronáutica. 

## Carreira

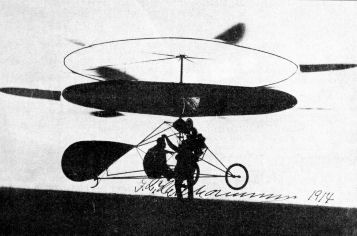
Foto de 1914 durante o teste do helicóptero de co-eixo de Ellehammer.

Após o fim do seu curso de relojoeiro, ele se mudou para Copenhague onde ele trabalhou como mecânico em eletrônica antes de abrir sua própria empresa em 1898. No início ele produzia máquinas de cigarro, bebidas, entre outros tipos de máquinas. Em 1904 ele produziu sua primeira motocicleta, a Ellenham Motocycle. Em 1905 ele construiu um monoplano e no ano seguinte um "semi-biplano". Em sua máquina posterior, ele tentou um voo no dia 12 de setembro de 1906, se tornando o segundo europeu a realizar um voo com energia elétrica (depois de Traian Vuia).

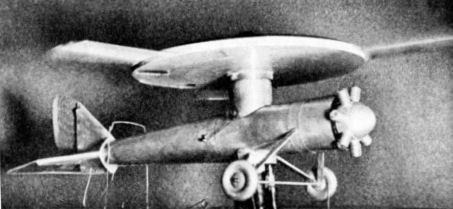
Foto de 1935 do modelo de helicóptero com o disco-rotor.

As invenções posteriores foram um triplano e helicoptero. Seu helicóptero era um máquina de co-eixo. Um foto famosa foi tirada em 1914 mostrando o helicóptero em ação, mas não há nenhuma evidência de que um voo tenha tido sucesso. Posteriormente ele estudou uma configuração para um disco-rotor - um helicóptero composto com lâminas co-eixos que se estendia de um centro para rotação e retraía para uma velocidade maior em um voo vertical. Um modelo de túnel com rajadas de vento foi construído para um teste, porém não há evidências de que tenha funcionado.

## Ligações Externas
- Ellehammer A/S fundado por J.C.H. Ellehammer em 1904